# Selenophorus fossulatus
Selenophorus fossulatus är en skalbaggsart som beskrevs av Pierre François Marie Auguste Dejean. Selenophorus fossulatus ingår i släktet Selenophorus och familjen jordlöpare. Inga underarter finns listade i Catalogue of Life.